# Euryglossula deserti
Euryglossula deserti là một loài Hymenoptera trong họ Colletidae. Loài này được Exley mô tả khoa học năm 1968.

## Hình ảnh

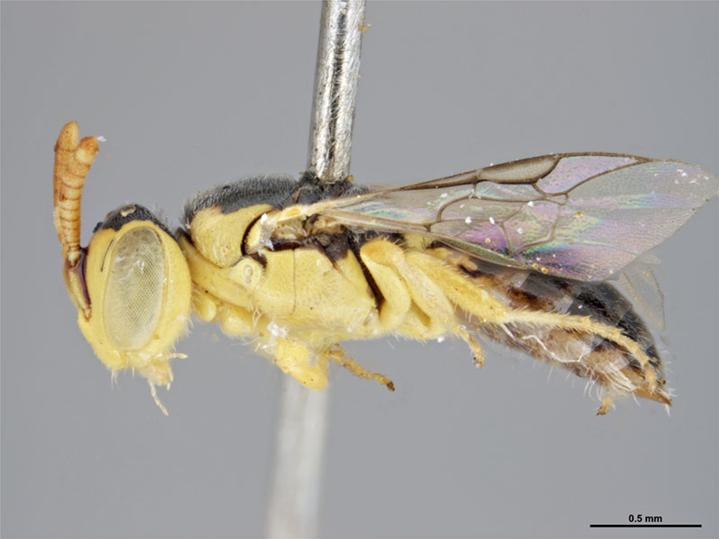